# Liopholidophis sexlineatus
Liopholidophis sexlineatus är en ormart som beskrevs av Günther 1882. Liopholidophis sexlineatus ingår i släktet Liopholidophis och familjen snokar. Inga underarter finns listade i Catalogue of Life.
Denna orm förekommer främst på centrala och sydöstra Madagaskar. En avskild population hittas på norra Madagaskar. Liopholidophis sexlineatus lever i öppna landskap och den behöver vattenansamlingar. Arten besöker även risodlingar. Honor lägger inga ägg utan föder levande ungar.
Bekämpningsmedel mot insekter kan påverka beståndet negativt. Hela populationen anses vara stabil. IUCN kategoriserar arten globalt som livskraftig.